# Wieża Vincenti
Wieża Vincenti (malt. Torri Vinċenti, ang. Vincenti Tower) – wieża w Mqabba na Malcie. Zbudowana w roku 1726 przez Fra Orfeo de Vincenzo, przeora Zakonu Joannitów. Stanowi ona część wiejskiej rezydencji, w której skład wchodzi też pałac/rezydencja zwana Ta' Torri Spero, oraz ogród pomiędzy pałacem i wieżą.
Wieża oryginalnie posiadała cztery kondygnacje, z balkonem na pierwszym piętrze. Wsparta była na ukośnej podstawie, co czyniło ją trochę podobną do nadbrzeżnych wież strażniczych de Redina. Na wieży znajdowała się tarcza herbowa oraz inskrypcja, upamiętniająca jej budowę, lecz dziś już ich nie ma.
2 czerwca 1941 roku, w czasie II wojny światowej, armia brytyjska zarekwirowała wieżę jej właścicielowi Sir Williamowi Johnowi Englandowi, i przeznaczyła ją na posterunek obserwacyjny. Budynek był narażony na bombardowania z powietrza z powodu bliskości lotniska polowego RAF w Luqa. W dniu 12 kwietnia 1942 roku został trafiony bombą, która uszkodziła parter wieży, nie powodując jednak jej zawalenia się.
Później dowództwo bazy RAF zdecydowało się zburzyć wieżę, gdyż uznano ją za niebezpieczną dla pobliskiego lotniska. Górne piętra zostały zburzone, ocalało jedynie przyziemie oraz część pierwszego piętra.

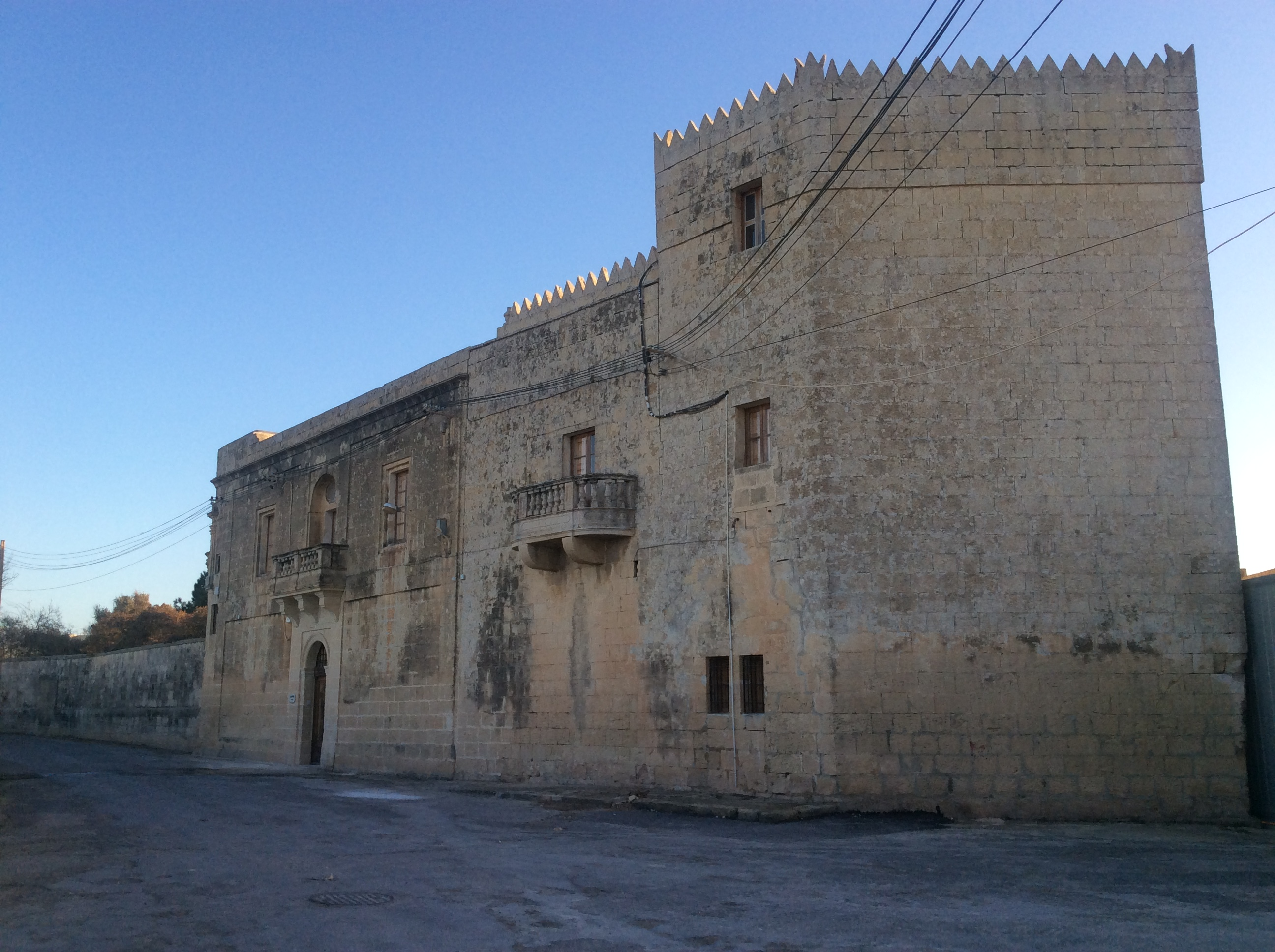
Ta' Torri Spero - wiejska rezydencja, zbudowana w tym samym czasie, co wieża

Dziś, pozostałości wieży, jak również pobliski ogród i rezydencja, spoczywają w rękach prywatnych. Wieża została wpisana na Antiquities List of 1925 jako „the old tower”, w roku 1997 została również określona przez Malta Environment and Planning Authority jako zabytek narodowy 1. stopnia. Jest też wpisana na listę National Inventory of the Cultural Property of the Maltese Islands.